# Eugenia acrantha
Eugenia acrantha är en myrtenväxtart som beskrevs av Ignatz Urban. Eugenia acrantha ingår i släktet Eugenia och familjen myrtenväxter. Inga underarter finns listade i Catalogue of Life.